# Ênio Santos
Ênio de Azevedo Santos, conhecido como Ênio Santos (Porto Alegre, 15 de janeiro de 1922 — Rio de Janeiro, 30 de janeiro de 2002), foi um ator e dublador brasileiro.

## Biografia
Nascido em Porto Alegre, Mudou-se ainda menino, com apenas treze anos, para o Rio de Janeiro. Sua distração principal era ir às emissoras de rádio. Frequentava os programas de calouros e participava, pois queria ser cantor. Ia muito ao programa de Renato Murce, da Rádio Nacional, que era a principal emissora brasileira. Acabou por ser contratado como cantor, mas pela Rádio Record. de São Paulo, na década de 40. Já era um mocinho.
Passou então, já profissional, para a carreira de ator de radioteatro, na década de 60. E também entrou para a Televisão Continental do Rio de Janeiro. Sua primeira telenovela foi na Rede Globo, em 1967, quando fez: Anastácia, a Mulher Sem Destino. Fez em seguida, na mesma emissora: Sangue e Areia. E em 1969: Rosa Rebelde  e Véu de Noiva. Em 1970, fez: Irmãos Coragem. Em 1971: O Homem Que Deve Morrer. Em 1972: Uma Rosa Com Amor. Em 1973: O Semideus. Em 1975: Fogo Sobre Terra. Em 1975: Escalada. Em 1976: Estúpido Cupido. Em 1977: Dona Xepa e O Astro. Em 1979: Feijão Maravilha e Os Gigantes. Em 1980: Olhai Os Lírios do Campo e Água Viva.
Em 1981, Ênio Santos passou a integrar a Rede Bandeirantes e fez: Os Imigrantes, novela de sucesso. Voltou à Rede Globo e fez, em 1982: Sétimo Sentido e Final Feliz. Em  1983, fez: Eu Prometo e Caso Verdade. Em 1986: Selva de Pedra. Em 1988, a minissérie: O Pagador de Promessas, O Primo Basílio e Vida Nova. Em 1989, fez: Tieta. Em 1990, a minissérie: Lá Mamma. Em 1991: Salomé. Em 1994: Incidente em Antares. Em 1996: Quem é Você?  e em 2000: O Cravo e a Rosa. Todos esses últimos trabalhos ele fez na Rede Globo.
No cinema, Ênio Santos fez os filmes: Fantasma Por Acaso, Asas do Brasil, Obrigado, Doutor, Poeira de Estrelas,Por Um Céu de Liberdade, Copacabana Me Engana, Os Condenados, As Moças Daquela Hora, Ipanema, Adeus, Tem Folga na Direção e Nunca Fomos Tão Felizes.
Ênio Santos foi também um grande dublador de filmes, tendo se destacado ao fazer o Zangado, da  Branca de Neve,o Timóteo, em Dumbo, o narrador em Hércules, a Fa Zu, em Mulan,o Chefe Ponto, em Moby Dick, o Willy Wonka, Fantástica Fábrica de Chocolate e entre outros trabalhos.
Ênio Santos, faleceu de falência múltipla dos órgãos, em 30 de janeiro de 2002, na cidade do Rio de Janeiro. aos 80 anos de idade.

## Trabalhos

### No cinema
| Ano  | Título                  | Papel                             |
| ---- | ----------------------- | --------------------------------- |
| 1948 | Obrigado, Doutor        | Jovem no aeroporto                |
| 1961 | Por um Céu de Liberdade | capitão                           |
| 1968 | Copacabana Me Engana    | Leôncio                           |
| 1975 | Ipanema, Adeus          | Moura                             |
| 1976 | Tem Folga na Direção    | Cunhado de Cláudio (participação) |
| 1984 | Nunca Fomos tão Felizes | padre reitor                      |

### Na televisão
| Ano  | Título                          | Papel                           |
| ---- | ------------------------------- | ------------------------------- |
| 2000 | O Cravo e a Rosa                | Padre                           |
| 1998 | Torre de Babel                  | Seu Paixão                      |
| 1996 | Quem é você?                    | Ladislau                        |
| 1995 | História de Amor                | Severino                        |
| 1995 | Você Decide                     |                                 |
| 1994 | Incidente em Antares            | Aristarco Belaguarda            |
| 1993 | Mulheres de Areia               | Joaquim (escrivão na delegacia) |
| 1992 | Pedra Sobre Pedra               | Dr. Cirilo                      |
| 1991 | Salomé                          | Tonho                           |
| 1990 | Rainha da Sucata                | Delegado                        |
| 1990 | La mamma                        | Fuad                            |
| 1990 | Delegacia de Mulheres           | Dr. Travassos                   |
| 1989 | Tieta                           | Terto                           |
| 1988 | Vida Nova                       | Mariano                         |
| 1988 | Fera Radical                    |                                 |
| 1988 | O primo Basílio                 | Sr. Paula                       |
| 1988 | O pagador de promessas          | Rupió                           |
| 1987 | Direito de Amar                 | Dr. Luiz Silva                  |
| 1986 | Sinhá Moça                      | Inácio                          |
| 1986 | Selva de pedra                  | Neves                           |
| 1984 | Vereda tropical                 | Péricles                        |
| 1983 | Eu Prometo                      | Dr. Ribeiro                     |
| 1983 | Caso Verdade                    |                                 |
| 1982 | Final Feliz                     | Messias                         |
| 1982 | Sétimo Sentido                  | Tomás Rezende                   |
| 1981 | Ciranda de Pedra                | Francisco                       |
| 1981 | Os Imigrantes                   | Olavo                           |
| 1980 | Água Viva                       | Delegado                        |
| 1980 | Olhai os lírios do campo        | Seixas                          |
| 1979 | Os Gigantes                     | Marcelo                         |
| 1979 | Feijão Maravilha                | Giacometti                      |
| 1977 | O Astro                         | Cerqueira                       |
| 1977 | Dona Xepa                       | Henrique Becker                 |
| 1976 | Estúpido Cupido                 | Prefeito Aquino                 |
| 1975 | Pecado capital                  | Delegado                        |
| 1975 | Escalada                        | Artur Freitas Ribeiro           |
| 1974 | Fogo sobre Terra                | Juliano                         |
| 1973 | O Semideus                      |                                 |
| 1972 | Uma Rosa com Amor               | Egídio                          |
| 1971 | O homem que deve morrer         | Prof. Hilário Valdez            |
| 1970 | Irmãos Coragem                  | Dr. Maciel                      |
| 1969 | Véu de Noiva                    | Eugênio                         |
| 1969 | Rosa rebelde                    | José de Aragón                  |
| 1968 | Sangue e areia                  | Dr. Luiz                        |
| 1967 | Anastácia, a mulher sem destino | Pierre                          |

## Dublagens
- Chefe Pondo (primeira voz) em O Poderoso Mightor
- Narrador em Hércules (Longa-Metragem)
- Narrador / Bob (primeira voz) em Hércules (Série)
- Thomas O'Malley em Aristogatas (Longa-Metragem)
- Rei Kashekim Nedakh em Atlantis: O Reino Perdido (Longa-Metragem)
- Presidente (Stanley Anderson) em Armageddon
- Veloz em Timão e Pumba - Série Animada
- Zangado em Branca de Neve e Os Sete Anões (Longa-Metragem - Segunda Dublagem)
- Grilo Falante em Pinóquio (Longa-Metragem - Segunda Dublagem)
- Ratinho Timóteo em Dumbo (Longa-Metragem - Segunda Dublagem)
- Fa Zhou em Mulan (Longa-Metragem)
- Bagheera em Mogli: O Menino Lobo (Segunda Dublagem)
- Willy Wonka (Gene Wilder) em A Fantástica Fábrica de Chocolate (Primeira Dublagem)
- Professor de Economia (Ben Stein) em Curtindo a Vida Adoidado
- O Velho (Dan O'Herlihy) em Robocop - O Policial do Futuro
- Mortimer Duke (Don Ameche) em Trocando As Bolas
- Kevin Condon (Paul Sonkkila) em O Ano Que Vivemos Em Perigo
- Ralph (Danny DeVito) em Tudo Por Uma Esmeralda
- Comissário James Gordon (Pat Hingle) em Batman (Primeira Dublagem)
- Dr. Carl Stoner (Strother Martin) em O Homem Cobra
- Dr. Watson (voz) (Michael Hordern) em O Enigma da Pirâmide
- Gen. Yevgraf Zhivago (Alec Guinness) em Dr. Jivago (Segunda Dublagem)
- Nero (Peter Ustinov) em Quo Vadis
- Al Pellet (Richard Crenna) em Aluga-Se Para o Verão
- Prof. Siletski (José Ferrer) em Sou Ou Não Sou
- Falkon (Paul L. Smith) em Guerreiros de Fogo
- Cochise (Jeff Chandler) em O Levante dos Apaches
- Juiz (Thomas Chalmers) em Quatro Confissões
- Alonzo D. Emmerich (Louis Calhern) em O Segredo das Jóias
- Capitão Louis Renault (Claude Rains) em Casablanca
- Detetive Lou Brody (William Bendix) em Chaga de Fogo
- Velho Lun-Wa (Philip Ahn) em O Hino de Uma Consciência
- Emelius Browne (David Tomlinson) em Se a Minha Cama Voasse